# La Diabólica
La Diabólica (nombre real desconocido; Ciudad de México, 28 de septiembre de 1965) es una luchadora profesional mexicana, conocida por su trabajo en las promociones mexicanas de lucha libre profesional Consejo Mundial de Lucha Libre (CMLL) y Asistencia Asesoría y Administración (AAA). La Diabólica es una dos veces Campeona Mundial Femenil del CMLL y una vez Campeona Nacional Femenil. La Diabólica trabajó como ruda (heel) durante casi toda su carrera.
El verdadero nombre de La Diabólica no es de dominio público, como suele ser el caso de los luchadores enmascarados en México, donde su vida privada se mantiene en secreto para los fanáticos de la lucha libre.

## Carrera en la lucha libre profesional
La Diabólica hizo su debut en la lucha libre profesional en 1986, originalmente luchando como «La Diabólica del Caribe», pero pronto lo acortó a simplemente «La Diabólica». Su personaje de ruda (villana) se vio realzado por las medias y botas negras con ribetes de llamas rojas y la máscara con un símbolo de murciélago que usa mientras lucha.

### Consejo Mundial de Lucha Libre
A principios de la década de 1990, La Diabólica trabajó regularmente para el Consejo Mundial de Lucha Libre (CMLL) mientras intentaban establecer una división de lucha libre femenina. El Campeonato Nacional Femenil de México quedó vacante a principios de 1993 cuando la entonces campeona La Sirenita quedó embarazada. El CMLL no coronó a una nueva campeona hasta agosto de 1993 cuando realizó un torneo. La Diabólica ganó el torneo para convertirse en Campeona Nacional Femenil de México. Mantuvo el título hasta el 10 de octubre de 1993, cuando derrotó a Xóchitl Hamada para convertirse en la tercera Campeona Mundial Femenil del CMLL y así dejó vacante el menor campeonato nacional. La Diabólica retuvo el título hasta el 30 de julio de 1994 cuando lo perdió ante Reina Jubuki (más conocida como Akira Hokuto). Desde 1995 hasta finales de la década de 1990, CMLL rara vez presentó su división femenil, reservando solo esporádicamente a La Diabólica y las otras luchadoras. A finales de la década de 1990, CMLL intentó establecerse en Japón, creando CMLL Japón en cooperación con varias ligas japonesas menores. La Diabólica derrotó a Chikako Shiratori para ganar el Campeonato Femenil de CMLL Japón durante una gira por Japón en noviembre de 1999, pero lo perdió ante Shiratori el 25 de noviembre de 1999 antes de regresar a México. En agosto de 2000, la entonces Campeona Mundial Femenil del CMLL, Lady Apache, abandonó la promoción, frustrada por la falta de trabajo, y en el proceso dejó vacante el título. En lugar de realizar un torneo, el CMLL le otorgó el título a La Diabólica en algún momento de 2001, ya que era la principal contendiente al título femenil. Durante el siguiente año o dos, CMLL solo presentó a la campeona femenil en un puñado de programas cada año, lo que llevó a La Diabólica a dejar la promoción, frustrada por la falta de trabajo. Al dejar la promoción dejó vacante el Campeonato Mundial Femenil del CMLL. Como indicador de lo lenta que era la división femenil en ese momento, CMLL no coronó a una nueva campeona femenil hasta septiembre de 2005.

### Asistencia Asesoría y Administración
La Diabólica saltó del CMLL a su principal rival mexicano Asistencia Asesoría y Administración (AAA) quien tenía una división femenil muy activa en ese momento. En 2005, formó equipo con Chessman para competir en un torneo por el recién creado Campeonato Mundial en Parejas Mixto de AAA, pero perdió ante Cynthia Moreno y El Oriental en el espectáculo Guerra de Titanes de 2005. En el show Rey de Reyes de 2006, formó equipo con Chikayo Nagashima, Tiffany y Carlos Amano para derrotar a Cinthia Moreno, Martha Villalobos, Lola Gonzales y Miss Janeth. En Guerra de Titanes de 2007, La Diabólica compitió una vez más por el vacante Campeonato Mundial en Parejas Mixto de AAA, esta vez formando equipo con Espíritu, pero perdió ante Gran Apache y Mari Apache. La Diabólica compitió en el torneo Reina de Reinas 2008 pero perdió en la semifinal ante Ayako Hamada.

### Circuito independiente
A mediados de 2009, La Diabólica abandonó AAA y optó por luchar en el circuito independiente mexicano, incluyendo varias apariciones para International Wrestling Revolution Group (IWRG). También ganó el Campeonato Femenil del Distrito Federal poco después de dejar AAA. En octubre de 2009 formó equipo con Zumbido, perdiendo un combate por el vacante Campeonato Mixto en Parejas de IVP ante Rossy Moreno y El Oriental, en un combate que también incluyó al equipo de marido y mujer de Pentagon Black y Xóchtil Hamada. El 25 de octubre de 2009, La Diabólica se asoció con Flor Metálica y Josselin para derrotar al trío japonés conocido como Revolución Amandla (Atsuko Emoto, Kyoko Kimura y Tomoka Nakagawa) en un programa de IWRG, tras lo cual Metálica desafió a La Diabólica a defender su título del Distrito Federal contra ella. El 15 de octubre de 2009 La Diabólica defendió con éxito su título Femenil del Distrito Federal ante Flor Metálica.

## Campeonatos y logros
- Comisión de Box y Lucha Libre de México, D. F.
  - Campeonato Femenil del Distrito Federal (1 vez, actual)[15]
- Consejo Mundial de Lucha Libre
  - Campeonato Femenil del CMLL Japón (1 vez)[7]
  - Campeonato Mundial Femenil del CMLL (2 veces)[6][8]
  - Campeonato Nacional Femenil (1 vez)[5]

### Récord deLuchas de Apuestas
| Ganadora (apuesta)     | Perdedora (apuesta)      | Ubicación        | Evento         | Fecha               | Notas  |
| ---------------------- | ------------------------ | ---------------- | -------------- | ------------------- | ------ |
| La Diabólica (máscara) | Wendy (máscara)          | Ciudad de México | Evento en vivo | N/A                 | [ 3 ]  |
| La Diabólica (máscara) | Selene (máscara)         | Ciudad de México | Evento en vivo | N/A                 | [ 3 ]  |
| La Diabólica (máscara) | La Olímpica (máscara)    | Ciudad de México | Evento en vivo | N/A                 | [ 3 ]  |
| La Diabólica (máscara) | La Yaqui (máscara)       | Mixcoac, México  | Evento en vivo | 3 de mayo de 1987   | [ 18 ] |
| La Diabólica (máscara) | Kaoru (máscara)          | Ciudad de México | Evento en vivo | 21 de marzo de 1993 | [ 3 ]  |
| La Diabólica (máscara) | La Practicante (máscara) | Ciudad de México | Evento en vivo | N/A                 | [ 3 ]  |
| La Diabólica (máscara) | Tuna Turako (máscara)    | Ciudad de México | Evento en vivo | N/A                 | [ 3 ]  |